# Kirongo Samanga
Kirongo Samanga ist ein Verwaltungsbezirk (Ward) des Distrikts Rombo in der tansanischen Region Kilimandscharo.

## Geografie
Kirongo Samanga liegt im Nordosten von Tansania, 40 Kilometer Luftlinie nordöstlich von Moshi an der Grenze zu Kenia. Der Bezirk hat eine West-Ost-Ausdehnung von rund 25 Kilometern und ist maximal 4 Kilometer breit. Er liegt im Osten 1150 Meter über dem Meer und steigt im Westen, südlich des Gipfels des Mawenzi auf 4400 Meter an.
Der Bezirk grenzt im Osten an Kenia, im Süden an Marangu Kitowo und Olele, im Westen an Nanjala und im Norden an Ubetu Kahe, Kitirima und Kingachi. Er hat eine Fläche von 45 Quadratkilometern und bei der Volkszählung 2022 lebten hier 15.327 Menschen in 3851 Haushalten.

## Gliederung
Kirongo Samanga besteht aus fünf Gemeinden (Mtaa) mit 20 Orten (Kitongoji):
| Kirongo Juu - Mhaka - Kisharini - Mlembea - Kwamboko | Kirongo Chini - Kiseni - Udoro - Umarini - Mruvia - Weka - Lokama | Samanga - Sango - Uficha - Kuro | Kiwanda - Lotiro - Kivanda - Kisati - Maweteta | Sangasa - Mata - Mamba - Machame |

## Wirtschaft und Infrastruktur
- Gesundheit: Im Bezirk gibt es zwei Apotheken, eine private in Kirongo Juu[7] und eine staatliche in Kirongo Chini.[8]
- Bildung: Die Kirongo Chini Secondary School[9], die Maki Secondary School[10] und die Usseri Secondary School[11] sind staatliche weiterführende Schulen mit einer Ausbildung bis zur 4. Stufe.
- Verkehr: Durch den Bezirk verläuft eine asphaltierte Landesstraße, die östlich von Moshi von der T15 abzweigt und durch den Bezirk weiter nach Kenia führt.[12]